# Camilo Nvo
Camilo Lucas Nvo Engonga (nacido el 30 de marzo de 1986 en Malabo); deportivamente conocido como Camilo, Camilo Engonga y/o Engonga; es un futbolista ecuatoguineano, quien se desempeña como centrocampista y juega para el Isla Cristina, club español de la Primera División Andaluza (Grupo 1). 

## Trayectoria
Camilo se forjó en uno de los clubes más populares de su ciudad natal, el Sony de Elá Nguema, perteneciente a la Primera División de Honor de Guinea. Luego militó en dos equipos de menor relevancia en Malabo, el Rayo Lasser y el CD Cultural (este último representa al Centro Cultural Hispano-Guineano). Fue transferido más tarde al Atlético Malabo, volviendo así a la máxima categoría del fútbol ecuatoguineano.
Por haber sido bueno allí, Camilo salió de Guinea Ecuatorial para fichar, en diciembre de 2008, con la AD Cartaya de la Tercera División, en España. Cándido Rosado fue su entrenador allí y éste pasó a ser el entrenador del Ayamonte CF, decidiendo fichar a Camilo en este último club para la siguiente temporada.

## Selección nacional
Camilo ha sido internacional absoluto con la Selección de fútbol de Guinea Ecuatorial en un partido amistoso contra Benín el 26 de febrero de 2006. Él ya ha formado parte de los seleccionados juveniles de dicho país, tanto el sub-17 como el sub-21, y había sido convocado para representar al equipo ecuatoguineano en los Juegos de la Lusofonía de 2006, pero cuando comenzaron los juegos Guinea Ecuatorial no envió a ningún atleta.

## Clubes
| Club                | País              | Año           |
| ------------------- | ----------------- | ------------- |
| Sony de Elá Nguema  | Guinea Ecuatorial |               |
| Rayo Lasser         | Guinea Ecuatorial |               |
| Cultural            | Guinea Ecuatorial |               |
| Atlético Malabo     | Guinea Ecuatorial | –2008         |
| Cartaya             | España            | 2008–2009     |
| Ayamonte            | España            | 2009–2011     |
| Olímpica Valverdeña | España            | 2011–2012     |
| Isla Cristina       | España            | 2012–presente |